# Chiesa di San Barnaba (Roma)
La chiesa di San Barnaba è un luogo di culto cattolico di Roma, situato nel quartiere Prenestino-Labicano, in via Giovanni Maggi.

## Storia
Essa venne costruita, su progetto di Tullio Rossi, tra il 1956 ed il 1957, e consacrata solennemente il 19 ottobre 1957 da monsignor Ettore Cunial, vicegerente della diocesi di Roma. La chiesa riassume il titolo di una vecchia chiesa medievale, ora scomparsa, denominata dai cataloghi del tempo come ecclesia sancti Barnabae de Porta, vicino a Porta Maggiore.
La chiesa è sede parrocchiale, istituita l'11 ottobre 1932 con il decreto del cardinale vicario Francesco Marchetti Selvaggiani Cum sanctissimus dominus. Essa è affidata alle cure dei Figli di Maria Immacolata (detti Pavoniani).
La chiesa ha ricevuto la visita di due pontefici: Paolo VI il 6 marzo 1966 e
Giovanni Paolo II il 30 gennaio 1983.

## Descrizione

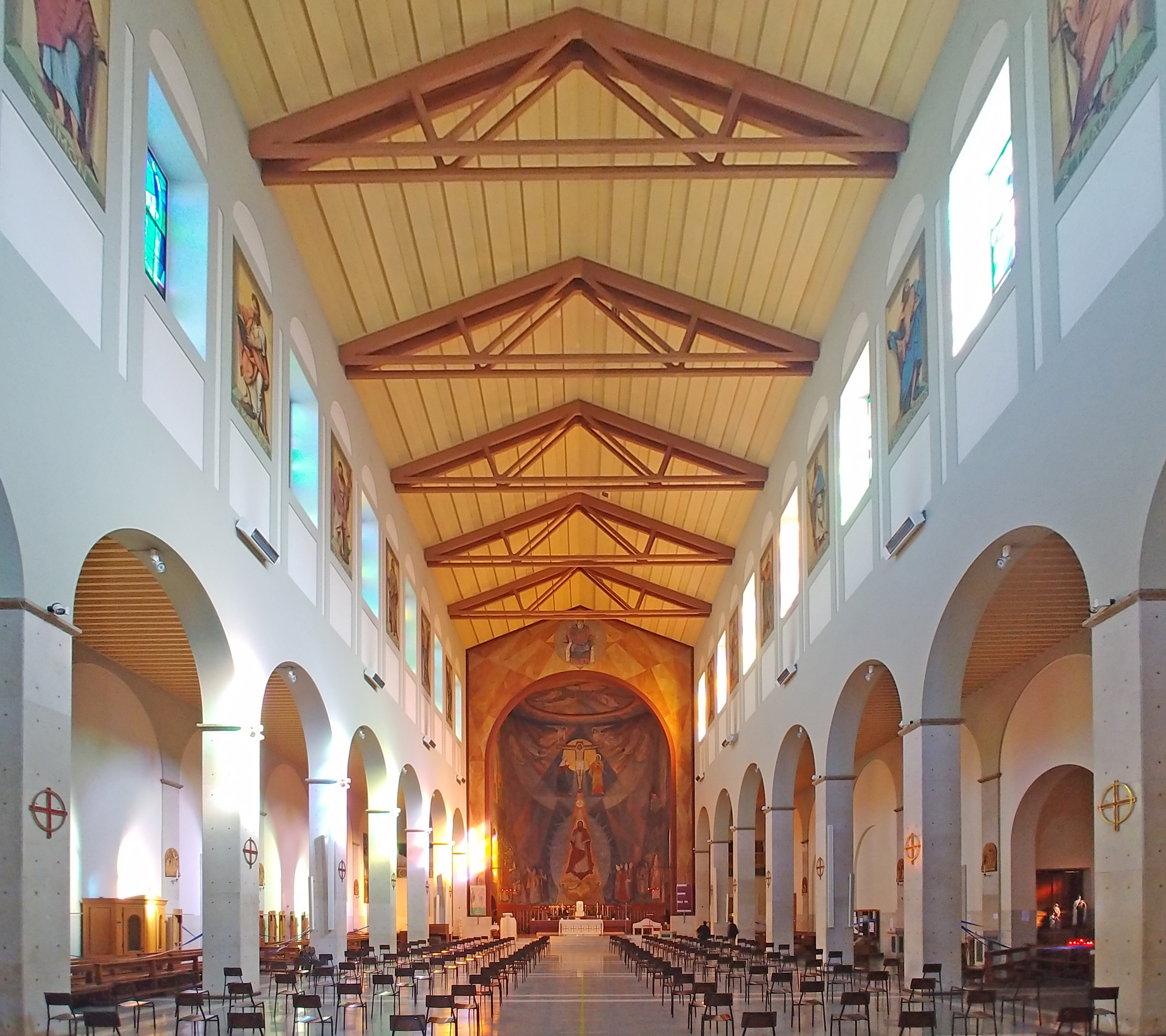
Interno

La chiesa presenta una pianta basilicale a tre navate senza transetto, e campanile a forma di torre. L'alta facciata, in mattoni rossi, è scandita da tre finestre, ed è preceduta da un portico con pilastri, in cui è iscritta la frase: D.O.M. in honorem B. Barnabae ap.
L'interno è a tre navate suddivise da pilastri sormontati da archi; il soffitto è a capriate e vi sono quattro cappelle laterali. L'abside è dominato da un grande mosaico di Igino Cupelloni (1966) che raffigura i Nuovi protagonisti della chiesa: Giovanni XXIII, Paolo VI, il patriarca di Costantinopoli Atenagora, l'arcivescovo di Canterbury Ramsey ed il cardinale Luigi Traglia.
La parte alta della navata centrale è scandita, in alternanza, da finestre con vetrate policrome e 18 affreschi, raffiguranti gli apostoli, gli evangelisti, e i santi Barnaba, Paolo, Lorenzo e Sebastiano.
Sopra quattro porte laterali, sono esposti quadri con le effigi di quattro papi legati alla storia dell'edificio: Pio XI che fondò la parrocchia, Pio XII che fece costruire la chiesa, Paolo VI e Giovanni Paolo II che fecero visita alla chiesa.
Nella chiesa si trova l'organo a canne Organaria Romana opera II; costruito nel 2000 ed inaugurato l'8 giugno dello stesso anno, è collocato sulle due cantorie ai lati del presbiterio. Lo strumento è a trasmissione elettronica ed ha tre tastiere di 61 note di cui la terza muta ed una pedaliera concavo-radiale di 32.